# Iranische Fußballnationalmannschaft (U-23-Männer)
Die iranische U-23-Fußballnationalmannschaft ist eine Auswahlmannschaft iranischer Fußballspieler. Sie untersteht dem iranischen Fußballverband FFIRI und repräsentiert sie international auf U-23-Ebene, etwa in Freundschaftsspielen gegen die Auswahlmannschaften anderer nationaler Verbände, bei U-23-Asienmeisterschaften sowie den Fußballturnieren der Olympischen Sommerspiele und der Asienspiele.
Bisher konnte sich die Mannschaft nicht für das olympische Fußballturnier qualifizieren. An der U-23-Asienmeisterschaft nahm die Islamische Republik Iran zweimal teil und erreichte 2016 das Viertelfinale. Bei den Asienspielen konnte 2002 die Goldmedaille gewonnen werden.
Spielberechtigt sind Spieler, die ihr 23. Lebensjahr noch nicht vollendet haben und die iranische Staatsangehörigkeit besitzen.

## Bilanzen
| Olympische Spiele - 1992 bis 2016: Nicht qualifiziert U-22-/23-Asienmeisterschaften - 2014: Gruppenphase - 2016: Viertelfinale - 2018: Nicht qualifiziert - 2020: Qualifiziert | Asienspiele - 2002: Erster - 2006: Dritter - 2010: Vierter - 2014: Gruppenphase - 2018: Achtelfinale |